# 西山街道 (双鸭山市)
西山街道，是中华人民共和国黑龙江省双鸭山市岭东区下辖的一个乡镇级行政单位。

## 行政区划
西山街道下辖以下地区：
安通社区和富源社区。